# مزودیان
مزودیان (به مجاری:  Mezőgyán) یک منطقهٔ مسکونی در مجارستان است که در ناحیه شارکاد واقع شده‌است. مزودیان ۵۹٫۹۰ کیلومتر مربع مساحت و ۱٬۰۵۸ نفر جمعیت دارد.